# روبوت مفتوح المصدر

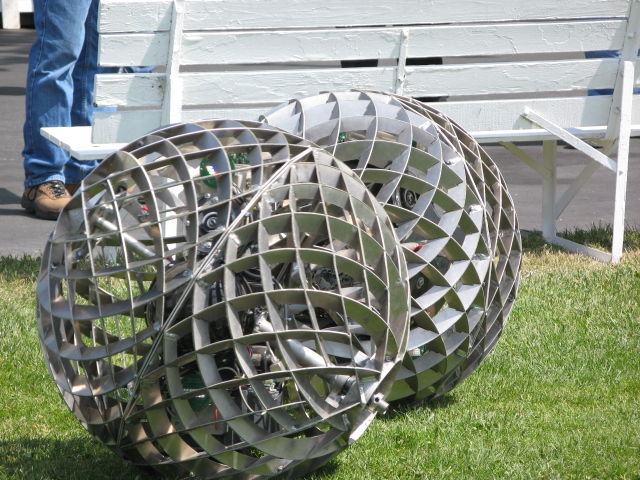
مجموعة أورب (Orb swarm) مثال للروبوت مفتوح المصدر

الروبوت مفتوح المصدر هو إنسان آلي يتم إصدار برامج عمله أو رسومه التخطيطية أو كوده المصدري من خلال نموذج مصدر مفتوح.

## المشروعات الحالية

### مشروعات الروبوتات الكاملة
- دورابوت (DoraBot) وهي اختصار للمصطلح دورا المساعد الآلي مفتوح المصدر، وهو روبوت «إنسان آلي» مفتوح المصدر مصمم للقيام بخدمات عامة.[1]
- إل إتش 001 (LH001) وهو روبوت مفتوح المصدر متخصص في التعامل مع المحاليل في مجال أجهزة البحث الطبي.[2]
- سالفيوس (روبوت) (Salvius (robot)) مشروع ربوت مفتوح المصدر يشبه الإنسان.[3]
- سباركي جي آر. (Sparky Jr.) مشروع بحثي الخاص بتقنية التواجد عن بُعد عبر الهاتف المحمول (روبوت من نوعية Mobile Telepresence) عام 1994م[4]
- مشروع المشتغل الآلي (أوتوماتون) المفتوح[5]
- مشروع ليف للروبوتات (Leaf Project)[6]
- مشروع روبرت كب (RobotCub)، ويشمل آي كب (iCub)
- دي آيه آر دبليو إل إن - أو بي (DARwIn-OP)
- أوبين ريف (OpenRAVE)
- الروبوت المحمول «باك» الإلكتروني (e-puck mobile robot) وهو روبوت محمول مفتوح المصدر ومخصص للتعليم
- مشروع روبوت بالغ الصغر مفتوع المصدر، مشروع روبوت مجمع فضائي ومفتوح المصدر.
- كويركبوت (Qwerkbot)،[7] مشروع روبوت بسيط ومفتوح المصدر من جامعة كارينيجي ميلون
- مجموعة روبوتات أورب (Orb swarm)،[8]
- أو إتش إم إم (OHMM)، مناول محمول مفتوح المصدر[9]
- راكبوت (Rackbot)، نظام مفتوح المصدر من الألومنيوم لبناء روبوتات والتحكم فيها من خلال جهاز التحكم أردوينو (Arduino) والهواتف الذكية[10]
- مالتيبلو (multiplo) نظام بناء به أجهزة وإلكترونيات وبرمجيات ومستندات مفتوحة المصدر يُستخدم في عمل نماذج أولية من الروبوتات[11]
- ريب راب (RepRap) - طابعة ثلاثية الأبعاد
- كيو.بو (Q.bo)[12]

### البرمجيات مفتوحة المصدر
- إن إكس جي (NXJ) وهي بيئة برمجية مفتوحة المصدر تعتمد على لغة البرمجة جافا لمجموعة الروبوتات ليجو إن إكس تي (Lego NXT).(http://lejos.sourceforge.net/)
- كلاراتي نسخة محفوظة 28 مايو 2010 على موقع واي باك مشين. (CLARAty) نظام برمجة للروبوتات والذي تم تطويره من قبل مختبر الدفع النفاث (JPL) كجزء من برنامج Mars.
- نظام تشغيل الروبوت (ROS) (برنامج مفتوح المصدر يقوم بتشغيل روبوت ويلو جراج (Willow Garage))
- أوربي (URBI)[13] (إطار عمل لمكونات يتم توزيعها/تضمينها من خلال لغة البرمجة C++، ولغة البرمجة النصية الأوركسترية القائمة التوازي/الحدث)
- بلاير (Player) (إطار عمل روبوتي)
- أوروكوس (Orocos) إطار عمل يعتمد على لغة البرمجة C++ لبرامج التحكم الروبوتي القائمة على المكون
- روك - Rock (مجموعة بناء الروبوت) (إطار عمل لتكامل البرمجيات يتعلق بالأنظمة الروبوتية المعتمدة على Orocos/RTT.)
- أوركا (Orca) (إطار عمل روبوتي)
- مووس (MOOS) (إطار عمل روبوتي)
- ماي روبورت لاب (MyRobotLab) (إطار عمل روبوتي)
- روبو كومب (RoboComp) (إطار عمل روبوتي)
- روبيكس (RUBICS)
- كارمين (CARMEN) (أداة محاكاة روبوتية)
- تيمبوتس (TeamBots) (أداة محاكاة روبوتية)
- المحرك الديناميكي المفتوح (Open Dynamics Engine) (محرك فيزيائي لتشكيل ديناميكات الأجسام الصلبة المفصلية)
- محاكي روبوتي سيمباد (Simbad robot simulator) (محاكي روبوتي)
- جازيبو (Gazebo) (محاكي متعدد الروبوتات)
- نظام تشغيل داف للروبوتات نسخة محفوظة 9 أكتوبر 2007 على موقع واي باك مشين.
- جهاز التحكم سباركي لتقنية التواجد عن بعد (Sparky Telepresence Controller)
- برنامج هوم برو الروبوتي (Home brew robot software) الذي يعمل على النظام الأساسي الروبوتي الاستهلاكي سبايكي (Spykee)[وصلة مكسورة]
- أوبن جاوس (OpenJAUS) (إطار عمل لأنظمة روبوتية / غير مزودة بالعامل البشري)
- حزمة أدوات تطوير البرمجيات آر آي - جاوس (RI-JAUS SDK) نظام أساسي متعدد، وحاصل على رخصة جنو العمومية (GPL) وهي حزمة أدوات تطوير البرمجيات التي تعتمد على لغة البرمجة C++ وتقوم بتطبيق بروتوكول جاوس (JAUS) للتحكم في الروبوتات.
- أوبن آر تي إم - آيست (OpenRTM-aist) (برامج وسيطة لتقنية الروبوتات)
- النظام الأساسي المفتوح لخدمات الروبوتات (OPRoS) إطار عمل معتمد على المكونات، وبرامج تحرير واجهات المستخدم الرسومية (GUI) الموجودة في برنامج Eclipse وأداة المحاكاة، إلى جانب مكونات النظام الأساسي المفتوح للخدمات الروبوتية[14]
- ميني بلوك (miniBloq) واجهة برمجة رسومية تسمح ببرمجة اللوحات الروبوتية (متوافقة مع أجهزة التحكم أردوينو) دون معرفة سابقة بلغات البرمجة[15]

### الأجهزة مفتوحة المصدر
- مجموعة أدوات جهاز التحكم ماك كونترولير
- اللوحات الأم مع وحدات المعالجة المركزية، مثل جهاز التحكم أردوينو (Arduino)
- مشروع روسام (The Rossum project) أدوات ووحدات روبوتية معينة مفتوحة المصدر (كالمخططات، وأدوات المحاكاة الروبوتية، ومصممات أدوات الترميز...)

## المزايا
- تكلفة منخفضة. حيث يمكن تخفيض تكاليف الروبوت بشكل مذهل مع وجود نماذج بارزة لروبوتات تم بناؤها بواسطة شركة هانسون (300 دولار أمريكي) ومشروع أيكو (25000) دولار أمريكي.
- يمكن تغيير البرمجة والأجزاء الصلبة بسهولة.

## الشعبية والانتشار
بدأت أول ظواهر انتشار ثقافة صناعة الروبوتات مع انتشار ثقافة افعلها بنفسك واختصارها الإنجليزي هو (DIY) في المجتمع. فما بدأ كمنافسات صغيرة في صناعة المركبات التي يتم تشغيلها عن بعد (مثل لعبة روبوت وورز (RobotWars)) تطور بعدها بفترة قليلة إلى تصنيع وتطوير روبوتات تعتمد على تقنية التواجد عن بعد المُستقِلة بذاتها (autonomous telepresence) كالروبوت سباركي نسخة محفوظة 8 يونيو 2019 على موقع واي باك مشين.، ثم تطورت ثانية لتتضمن صنع وتطوير روبوتات كاملة ومتطورة (تستطيع أخذ قرارات بنفسها) مثل مشروع المشتغل الآلي المفتوح (Open Automaton Project) ومشروع ليف. كما اتجهت بعض الشركات التجارية في الوقت الحالي إلى إنتاج مجموعات أدوات خاصة بصناعة الروبوتات البسيطة.

## الاستخدامات
في وقتنا الحالي، لم تصل بعد الروبوتات مفتوحة المصدر إلى التطور الكافي لجعلها قادرة على أداء معظم المهام التي يستطيع الشخص الطبيعي القيام بها، كما أنها لا تستطيع القيام بأي من المهام الصعبة أو المعقدة التي لا يستطيع أحد القيام بها سوى الروبوتات، والتي قد تستطيع القيام بها يومًا ما، لذا تُستخدم الروبوتات مفتوحة المصدر فيما يلي:
- الحدادة أو صنع الأدوات المعدنية (يستخدم في عمليات الكي الدقيق للمواسير والألواح المعدنية، وكذلك قطعهما بواسطة الأداة متعددة الأغراض مالتي ماشين وأي أدوات أخرى مضمنة مثل الكلاّبات والزرّاديات....)
- الترجمة للغات عديدة (بما في ذلك اللغات الأساسية مثل اللغة الصينية الشمالية والإنجليزية والإسبانية والبنغالية والهندية، إلخ)
- قياس السعرات الحرارية لصاحب الروبوت؛ مع حساب كمية السعرات الحرارية لأي طعام يتناوله المالك، كما يمنعه من تناول أي طعام آخر طوال اليوم إن تناول ما يعادل 2000 كيلو سعر حراري
- صناعة دوائر كهربية (لوحة دارات مطبوعة) (PCB)
- النقل؛ عن طريق الركوب على ظهره مثلاً، بالضبط مثل امتطاء ظهر الخيل (وتسمح هذه الطريقة للروبوت بالاعتدال وفرد قامته ليبدو كالإنسان الطبيعي بعد ترجل المالك من فوقه)
- الحراسة الشخصية (فلكون الروبوتات تُصنع من مواد معدنية يمكنها ذلك من تحمل الضرب نوعًا ما، ويمكن برمجتها على إضعاف المهاجمين عن طريق اللكم أو استخدام الأسلحة غير القاتلة[16])
- التخلص من القنابل و/أو تجهيز المركبات التفجيرية المخصصة للتخلص من القنابل (كالتخلص من القنابل والألغام من مزارع مالك الروبوت خاصة في البلاد النامية مثل كامبوديا، والبلاد التي تقع جنوب وشمال الصحراء، مثل أنغولا والصحراء الغربية وليبيا...) كما يستخدم في كسر الحواجز أو وتجهيز مواقع البناء
- تقدم خدمات اتصال من خلال حواسب صغيرة الحجم (مثل لينوتوب (Linutop) وإييبوكس (EeeBox) والحاسوب الشخصي جي بي سي (gPC) ووصلة الإنترنت الصاعدة عبر الأقمار الصناعية المتكاملة أو الشبكة اللاسلكية Wi-Fi أو الهوائي واي ماكس) وقد يتضمن هذا النوع من الاتصالات: البحث النشط على المواقع الإلكترونية (التصفح)، وخدمات البريد الإلكتروني والرسائل و/أو الاتصالات الصوتية مع الآخرين (مثل المكالمات التي تعتمد على بروتوكول الصوت عبر الإنترنت (VoIP)، للمتصلين البعيدين عبر الإنترنت كالاتصال الصوتي عبر الإنترنت لأعضاء الفريق المتواجدين في أماكن قريبة من بعضها البعض)...
- استخدامات ريب راب (RepRap) أو الطابعات ثلاثية الأبعاد في عمل النماذج السريعة والفن وتصنيع الألعاب والوسائل التعليمية والتكنولوجيا المناسبة مفتوحة المصدر

وبالرغم من هذا، يبحث بعض متبني ثقافة افعلها بنفسك عن أي نشاطات مساعدة يمكننا القيام بها في يومنا هذا مثل المكانس الكهربائية وماسحات الأرضيات وقاطعات العشب الآلية.

## وصلات خارجية
- Open-Source Robot toolkit
- DIY Linux robots
- DIY Mobile Telepresence  نسخة محفوظة 8 يونيو 2019 على موقع واي باك مشين.